# Николаевка (Запорожка област)
Вижте пояснителната страница за други населени места с името Николаевка.
Николаевка (на украински: Миколаївка) е село в южна Украйна, част от Приазовски район на Запорожка област. Населението му е около 612 души (2001).
Разположено е на 49 m надморска височина в Черноморската низина, на 22 km северно от бреговете на Азовско море и на 52 km източно от град Мелитопол. Селото е основано през 1862 година от български преселници от преминалата на румънска територия част от Южна Бесарабия, главно от село Караагач.